# Hans-Heinrich Baden
Hans-Heinrich Baden (30 de Abril de 1915 - † 7 de Junho de 1944) foi um comandante de U-Boot que serviu na Kriegsmarine durante a Segunda Guerra Mundial.